# Пуджа Хегде
Пуджа Хегде (родена на 13 октомври 1990 г.) е индийска актриса, която участва предимно във филми на телугу, хинди и тамил. Тя започва кариерата си като модел и е класирана втора на конкурса I Am She–Miss Universe India през 2010 г. Прави своя актьорски дебют с тамилския филм Mugamoodi (2012), а първото си участие на телугу прави в Oka Laila Kosam (2014). Хегде се утвърждава като една от водещите актриси в киното на телугу.
Хегде печели наградата SIIMA за най-добра актриса – телугу за изпълнението си в Ala Vaikunthapurramuloo (2020) и Most Eligible Bachelor (2021). Тя е номинирана за наградата Filmfare за най-добра актриса – телугу за Oka Laila Kosam, Ala Vaikunthapurramuloo и Aravinda Sametha Veera Raghava (2018). Другите ѝ комерсиално успешни филми включват Duvvada Jagannadham (2017), Maharshi (2019), Gaddalakonda Ganesh (2019) и Housefull 4 (2019).